# Orthocentrus nigricornis
Orthocentrus nigricornis là một loài tò vò trong họ Ichneumonidae.